# حسن کردستانی
حسن کردستانی بازیکن سابق فوتبال اهل ایران است.
از باشگاه‌هایی که در آن بازی کرده‌است می‌توان به باشگاه فوتبال استقلال تهران اشاره کرد.
وی همچنین ۴ بازی ملی در تیم ملی فوتبال ایران بازی کرده‌است.